# Squadra trinidadiana di Fed Cup
La squadra trinidadiana di Fed Cup rappresenta Trinidad e Tobago nella Fed Cup, ed è posta sotto l'egida della Tennis TT.
Essa partecipa alla competizione dal 1990 senza mai aver superato la fase zonale.

## Organico 2011
Aggiornato ai match del gruppo II (16-21 maggio 2011). Fra parentesi il ranking della giocatrice nei giorni della disputa degli incontri.
- Carlista Mohammed (WTA #)
- Lee-Anne Lingo (WTA #)
- Breana Stampfli (WTA #)
- Trevine Sellier (WTA #)

## Ranking ITF
- Il prossimo aggiornamento del ranking è previsto per il mese di febbraio 2012.

| Trinidad e Tobago nel Ranking ITF (aggiornata al 7 novembre 2011) |                   |        |                           |
| Pos                                                               | Squadra           | Punti  | Gruppo                    |
| 59                                                                | Filippine         | 393.75 | Gruppo II - Asia/Oceania  |
| 60                                                                | Messico           | 380.00 | Gruppo II - Americhe      |
| 61                                                                | India             | 367.50 | Gruppo II - Asia/Oceania  |
| 62                                                                | Trinidad e Tobago | 363.25 | Gruppo II - Americhe      |
| 63                                                                | Turchia           | 347.25 | Gruppo II - Europa/Africa |
| 64                                                                | Singapore         | 322.50 | Gruppo II - Asia/Oceania  |
| 65                                                                | Uruguay           | 296.00 | Gruppo II - Americhe      |